# Midnight at the Lost and Found
Midnight at the Lost and Found è un album di Meat Loaf del 1983. Questo album è stato l'ultimo album di Meat Loaf prodotto con la Epic Records fino al 1998 quando pubblicò The Very Best of Meat Loaf.
A seguito di varie dispute con il compositore Jim Steinman, Meat Loaf fu costretto a pubblicare un nuovo album. Steinman consegnò a Meat Loaf "Total Eclipse of the Heart" e "Making Love out of Nothing at All" per l'album, ma la casa discografica di Meat Loaf si rifiutò di pagare Steinman. Le due canzoni vennero così date a Bonnie Tyler e Air Supply, diventando grandi successi.
Meat Loaf fu così costretto a cercare altre soluzioni per trovare le canzoni, tra cui quella di scrivere egli stesso le canzoni. Meat Loaf è infatti accreditato come scrittore di diverse tracce dell'album, compresa la canzone che dà il titolo all'album. Come però ammise successivamente Meat Loaf non amava scrivere canzoni e molti considerarono l'album povero. I fan furono anche contrariati dalla copertina dell'album, che, dopo quelle di Bat Out of Hell e Dead Ringer era una semplice foto di Meat Loaf in bianco e nero. In alcune re-edizioni dell'album venne usata un'immagine a colore come copertina.
L'album è stato poco considerato dalla critica e venne preso dai più fedeli fan di Meat Loaf. Il riff di chitarra di Fallen Angel viene utilizzato, a partire dal 2001, da Canale 5 come sigla del ciclo che propone film per ragazzi che hanno partecipato al Giffoni Film Festival. Razor's Edge, If You Really Want To e Midnight at the Lost and Found furono pubblicati come singoli, ma nessuna di loro raggiunse una posizione significativa in classifica.

## Tracce
1. "Razor's Edge" – 4:07 (Steve Buslowe/Paul Christie/Mark Doyle/Meat Loaf)
2. "Midnight at the Lost and Found" – 3:36 (Steve Buslowe/Paul Christie/Danny Peyronel/Meat Loaf)
3. "Wolf at Your Door" – 4:05 (Steve Buslowe/Leslie Aday)
4. "Keep Driving" – 3:30 (Paul Christie/Paul Jacobs/Meat Loaf)
5. "The Promised Land" – 2:44 (Chuck Berry)
6. "You Never Can Be Too Sure About the Girl" – 4:28 (Steve Buslowe/Meat Loaf)
7. "Priscilla" – 3:33 (Paul Jacobs/Sarah Durkee)
8. "Don't You Look at Me Like That" – 3:27 (Marshall James Styler)
  - Cantata da Meat Loaf & Dale Krantz Rossington
9. "If You Really Want To" – 3:38 (Ted Neeley/George Meyer)
10. "Fallen Angel" – 3:38 (Dick Wagner)

## Formazione
- Meat Loaf — voce e cori
- Mark Doyle — chitarra, piano (tracce 1, 2, 4), basso (traccia 4), sintetizzatore (traccia 9), voce (tracce 4, 5)
- Rick Derringer — chitarra (traccia 2, 3, 4, 6, 7, 8, 9), basso (traccia 7)
- Tom Edmonds — chitarra (traccia 4)
- Gary Rossington — chitarra (traccia 8)
- Steve Buslowe — basso
- Paul Jacobs — piano (tracce 3, 5, 6, 8, 9, 10)
- Dave Lebolt — sintetizzatore (traccia 9)
- Max Weinberg — percussioni
- Dale Krantz Rossington — voce (traccia 8)
- Chuck Kirkpatrick — voce
- John Sambataro — voce